# H.M.S. Pinafore

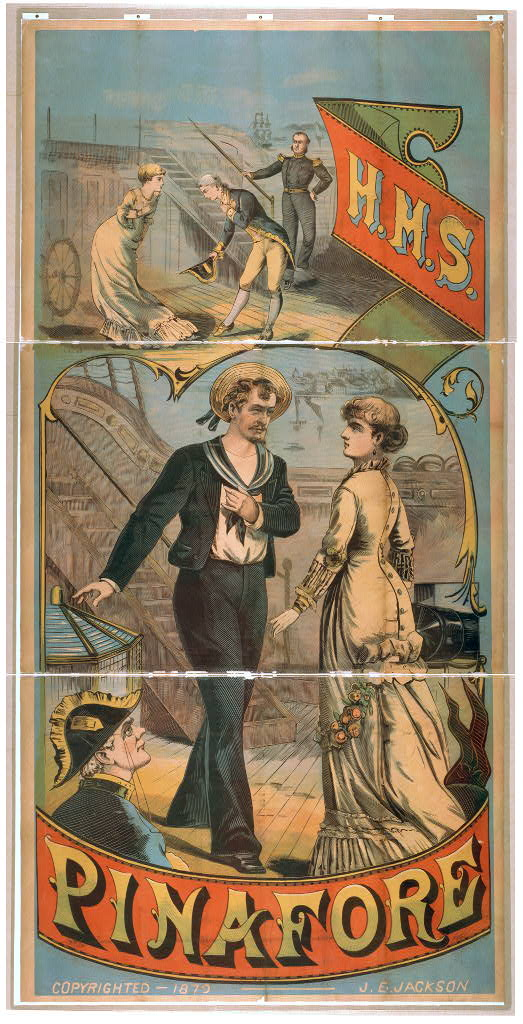
Locandina per l'opera H.M.S. Pinafore.

H.M.S. Pinafore (intitolata anche The Lass that Loved a Sailor), è un'operetta (od opera comica) in due atti, con musiche di Arthur Sullivan e libretto di W. S. Gilbert. Fa parte delle Savoy Opera e fu il primo grande successo del duo Gilbert e Sullivan. Essa fu rappresentata per la prima volta al teatro Opera Comique a Londra il 25 maggio 1878 per ben 571 recite, che fu una durata senza precedenti per un'opera musicale di questo genere (musical). Quest'opera fu la quarta, di una serie di quattordici, a essere scritta dalla coppia Gilbert e Sullivan.
Il 28 ottobre dello stesso anno va in scena al Theatre Royal di Dundee per la Comedy Opera Company.
Tracciata su diversi dei suoi lavori precedenti, Gilbert infarcì il testo di allegria e sciocchezze per risparmiare tempo. L'opera riprese alcuni temi inseriti in The Sorcerer, ovvero storie d'amore fra appartenenti a diverse classi sociali. L'opera era una satira sull'ambiente della marina militare britannica e, tema poi ripetuto in altre opere, l'accesso di gente non qualificata a posizioni di comando.
Lo stesso titolo del lavoro risulta umoristico, opponendo il nome di un capo di vestiario da ragazzina, pinafore (grembiule o scamiciato), a una nave da guerra di sua maestà britannica.

La storia si snoda attorno ad una ragazza della classe media, figlia di un capitano della marina britannica, che si innamora di un marinaio e quindi appartenente ad una classe sociale inferiore, nonostante sia fidanzata al Primo Lord dell'Ammiragliato, ovvero al comandante in capo della Royal Navy.

Come in tutte le opere di Gilbert e Sullivan, sorprese e cambiamenti si susseguono pirotecnicamente fino alla fine dello spettacolo.

## Le peripezie dello spettacolo

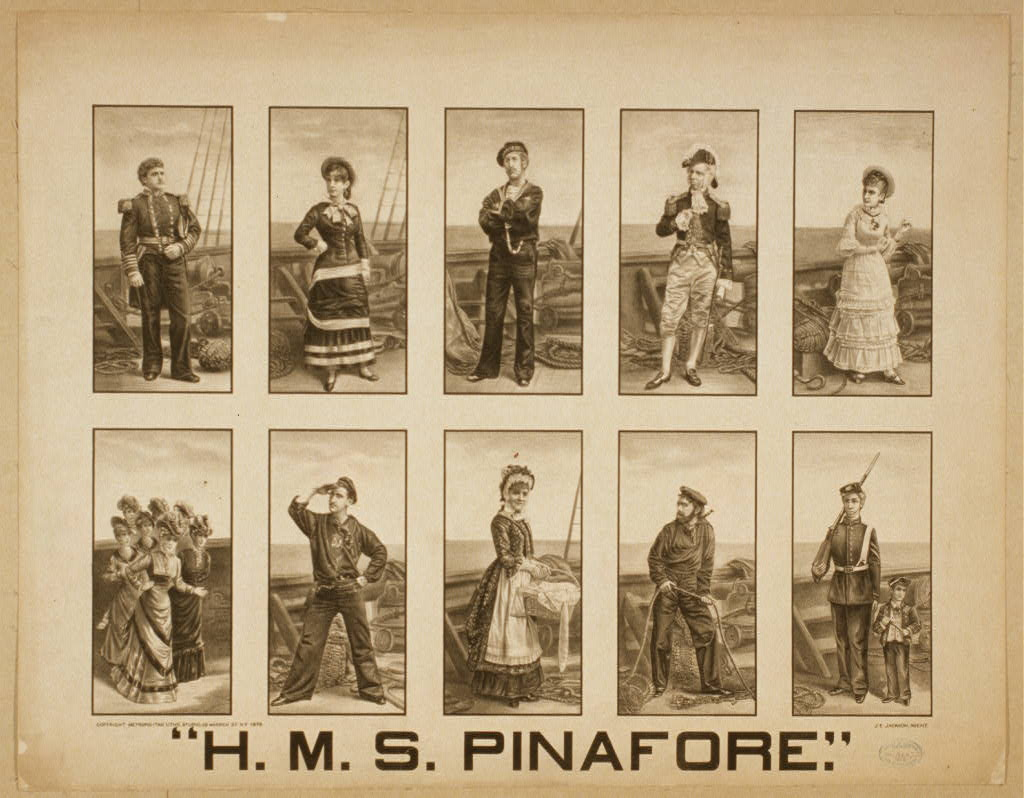
Cast di una produzione americana (probabilmente non autorizzata) di H.M.S. Pinafore recitata da bambini.

Pinafore soffrì di un inizio stentato dovuto probabilmente alla stagione estiva particolarmente calda che lasciò il teatro semivuoto per tutta l'estate. Essa ricevette anche un'accoglienza tiepida da parte della critica ed i botteghini rimasero vuoti. I quattro soci di Richard D'Oyly Carte, nella The Comedy Opera Company, persero fiducia nei confronti dell'opera e chiusero la produzione. A questo punto, Carte convinse Gilbert e Sullivan a mettersi in società con lui perché in questo modo le cose si sarebbero messe nell'interesse di tutti. Egli si avvalse della chiusura contemporanea del teatro Opéra Comique per convincere i due autori a creare una società fra Gilbert, Sullivan e Carte stesso, per la messa in scena delle future produzioni.
Molti mesi più tardi, dopo che Sullivan eseguì alcune delle musiche in un Promenade Concert ("concerto passeggiata") al Covent Garden, H.M.S. Pinafore divenne un grande successo.
I primi partner di Carte, che avevano investito nella produzione senza alcun ritorno economico, inviarono un gruppo di malviventi per portar via lo scenario durante una rappresentazione. I macchinisti intervennero con successo e respinsero gli assalitori dietro la scena proteggendo lo scenario. Gli ex partner di Carte misero in scena, in contemporanea, una versione di H.M.S. Pinafore che non ebbe però grande successo come la produzione ufficiale di Carte. La questione fu risolta in tribunale, dove un giudice diede ragione a Carte ed ai suoi soci.

## Trama

### Atto primo
La scena si svolge a bordo della nave da guerra inglese H.M.S. Pinafore, ancorata al largo di Portsmouth; dopo l'ouverture orchestrale, i marinai al lavoro intonano il coro «We sail the ocean blue»; vengono interrotti da Little Buttercup, che giunge a bordo per vendere le sue mercanzie all'equipaggio, ma sotto l'apparenza spensierata nasconde un segreto, come accenna lei stessa ai marinai.

Ralph Rackstraw, «il più bel ragazzo di tutta la flotta», entra e confessa agli altri marinai il suo amore per Josephine, la figlia del Capitano; essi lo approvano, sebbene non credano in un lieto fine per il sentimento di Ralph, mentre Dick Deadeye, l'incorreggibile pessimista (oltre che sinistro e assai poco avvenente), cerca di dissuaderlo.
Entra l'affabile e amatissimo capitano della Pinafore che saluta il suo "equipaggio beneducato", lodandone i membri per la cortesia che dimostrano, e che egli ricambia; dopo l'uscita dei marinai, il capitano confessa a Little Buttercup che la figlia Josephine, è riluttante ad accettare una proposta di matrimonio da parte di Sir Joseph Porter, Primo Lord dell'Ammiragliato; prima di partire, Little Buttercup confida al capitano di «sapere cosa significa amare invano». Entra Josephine e rivela al padre il suo amore per un umile marinaio della Pinafore, ma lo assicura che, conoscendo i propri doveri, li rispetterà non rivelando questo suo sentimento.
Giunge a bordo Sir Joseph Porter accompagnato da sorelle, cugine e zie, e narra di come, partito da origini umili e senza competenze militari né navali, è arrivato in cima alla scala sociale («to the top of the tree») grazie al proprio esagerato servilismo (egli confessa «I always voted at my party's call, and I never thought of thinking for myself at all», «votavo secondo le direttive del mio partito [quando ero in parlamento], non mi è mai passato per la testa di pensare da solo»). Successivamente dà una umiliante lezione al capitano, ordinandogli di aggiungere "per favore" ad ogni ordine, poiché «un marinaio inglese è pari grado di ogni altro uomo» - eccettuato ovviamente Sir Joseph, che per l'occasione ha scritto una canzone a proposito e fa dono di una copia di essa a Ralph. Poco dopo, convinto dalle parole di uguaglianza di Sir Joseph, il marinaio decide di dichiararsi a Josephine; l'equipaggio è entusiasta, tranne Dick Deadeye, non persuaso della reale uguaglianza delle classi sociali «quando uno deve obbedire ad un altro». Esce Dick ed entra Josephine, a cui Ralph dedica una dichiarazione sorprendentemente bella per un comune marinaio. Josephine, seppur disgustata da Sir Joseph e sebbene commossa, deve compiere il proprio dovere e rifiutare Ralph, il quale, rimasto con l'equipaggio, comunica la sua intenzione di suicidarsi; appena prima che il marinaio si spari, la ragazza entra dichiarando il suo amore; i due progettano di fuggire dalla nave quella notte, malgrado Dick tenti di dissuaderli.

### Atto secondo
A notte inoltrata, il capitano rimugina sui propri problemi: l'equipaggio, la figlia, Sir Joseph; Little Buttercup prova a consolarlo affettuosamente (lui ammette che ricambierebbe se solo la sua condizione sociale lo permettesse), poi profetizza che presto avverrà un cambiamento, affermando che raramente le cose sono ciò che sembrano, ma il capitano non capisce l'avvertimento.

Entra Sir Joseph e si lamenta del fatto che Josephine non accetta la proposta di matrimonio; il capitano insinua che potrebbe essere preoccupata per la differenza di grado sociale, così entrambi decidono di assicurarle che l'amore appiana queste differenze. La ragazza dice di aver deciso; ella è ora risoluta a fuggire con Ralph (sebbene il padre e il Capo dell'Ammiragliato credano il contrario.
Dick rivela i piani di fuga al capitano, che sorprende i fuggitivi, i quali cercano di giustificarsi (aiutati dall'equipaggio) affermando che "lui è un inglese!" ("For he's an English man!"). Il capitano si infuria, provocando lo sdegno di Sir Joseph che lo confina nella sua cabina.
Non appena Sir Joseph viene a sapere la causa del trambusto, a sua volta infuriato ordina di portare via Ralph incatenato. Compare come un deus ex machina Little Buttercup, decisa a rivelare il segreto tanto a lungo conservato; molto tempo prima, quando era baby-sitter, accudiva due bimbi, uno di umili origini, l'altro di condizione elevata; ella confessa di aver scambiato i bambini: il ricco era Ralph, il povero il capitano.
Sir Joseph capisce lo scambio, chiama il capitano e Ralph (che si scambiano i vestiti) e ufficialmente rinuncia al matrimonio con Josephine (dice: «love levels all ranks... to a considerable extent, but it does not level them as much as that», «l'amore appiana le differenze sociali in modo considerevole... ma non così tanto»). Il capitano, ora che è di rango sociale più basso, può sposare Little Buttercup, e l'ex-marinaio può felicemente sposare Josephine.

## Citazioni
- Nell'episodio de I Simpson "Il promontorio della paura", Bart, isolato su una barca diretta a Springfield e in procinto di essere ucciso da Telespalla Bob, chiede a questi come ultimo desiderio (e per prendere tempo per poter arrivare in città) di cantargli l'intero spartito dell'opera. Bob esaudisce volentieri il suo desiderio, e immediatamente dopo aver concluso viene arrestato appena in tempo dalla polizia di Springfield.
- Nell'episodio 1 della 3ª stagione dei Griffin: La sottile stiscia bianca, Stewie, affermando di aver sempre sognato una vita per mare, canta una canzone immaginando un balletto con alcuni marinai sulla stessa musica del brano My Gallant Crew.
- È citata anche in Tre uomini in barca, quando Harris stabilisce di voler deliziare i presenti con una canzonetta comica con esiti disastrosi.
- Nella serie animata Mignolo e Prof, la canzone A meticulous analysis’ of history utilizza la stessa musica della canzone When I was a lad.
- Un brano tratto dal primo atto dell'opera (A British tar) è cantato dal capitano Picard, Data e Worf nel film Star Trek - Insurrection. È cantato, oltre a un brano da I’m the monarch of the sea in una scena successiva, da Sallah in I predatori dell'arca perduta
- Il protagonista del romanzo di Kurt Vonnegut: Il Grande Tiratore (il cui titolo originale è Deadeye Dick), dopo aver ucciso per errore una donna, viene soprannominato Deadeye Dick, tradotto in italiano come "Il Grande Tiratore".
- È citata anche in West Wing - Tutti gli uomini del Presidente (stagione 2, ep. 5), come piccola disquisizione sull'operetta inglese e a fine episodio alcuni dei personaggi principali si dilettano nel canto di For he’s an English man!.
- Nel primo e doppio episodio della serie Dr. House - Medical Division dal titolo Piegato, della sesta stagione, si può sentire Gregory House cantare la prima strofa di He is an Englishman durante la falsificazione di un test delle urine atto a dimostrare che prendesse gli psicofarmaci prescritti durante la sua permanenza nell'ospedale psichiatrico.
- Nel film Momenti di gloria è citata la prima strofa di He is an Englishman.

## Discografia parziale
- HMS Pinafore (Original Cast Recording) [New Sadler's Wells Opera] - 1999 JAY.